# Тихомиров Володимир Порфирович
Володимир Порфирович Тихомиров (4 листопада 1934, місто Москва, тепер Російська Федерація) — радянський державний діяч, новатор виробництва, токар-розточувальник Московського електромеханічного заводу імені Володимира Ілліча. Член ЦК КПРС у 1981—1990 роках.

## Життєпис
Народився в родині робітника-токаря.
У 1952—1954 роках — токар Московського електромеханічного заводу імені Володимира Ілліча.
У 1954—1957 роках служив у Радянській армії.
З 1957 року — токар-розточувальник, бригадир токарів-розточувальників Московського електромеханічного заводу імені Володимира Ілліча.
Член КПРС з 1958 року.
Освіта середня. У 1969 році закінчив школу робітничої молоді в місті Москві.
Потім — на пенсії в місті Москві.

## Нагороди і звання
- ордени
- медалі